# Solanum fructo-tecto
Solanum fructo-tecto là loài thực vật có hoa trong họ Cà. Loài này được Cav. miêu tả khoa học đầu tiên năm 1797.